# Saint-Hilaire, Aude
Saint-Hilaire je (okcitansko Sant Ilari) naselje in občina v južnem francoskem departmaju Aude regije Languedoc-Roussillon. Leta 1999 je naselje imelo 699 prebivalcev.

## Geografija
Kraj leži v pokrajini Languedoc ob reki Lauquet, 16 km južno od središča departmaja Carcassonna in 12 km severovzhodno od Limouxa.

## Uprava
Saint-Hilaire je sedež istoimenskega kantona, v katerega so poleg njegove vključene še občine Belcastel-et-Buc, Caunette-sur-Lauquet, Clermont-sur-Lauquet, Gardie, Greffeil, Ladern-sur-Lauquet, Pomas, Saint-Polycarpe, Verzeille, Villardebelle, Villar-Saint-Anselme, Villebazy in Villefloure z 2.724 prebivalci.
Kanton Saint-Hilaire je sestavni del okrožja Limoux.

## Zanimivosti
- prvotna benediktinska opatija sv. Saturnina, ustanovljena konec 8. stoletja, v 10. stoletju posvečena sv. Hilariju, prvemu škofu Carcassonna (6. stoletje), opustošena med stoletno vojno.